# Seydou Nourou Ba
Seydou Nourou Ba a été ambassadeur du Sénégal en Algérie et président de l'association sportive et culturelle Jeanne d'Arc de Dakar.

## Liens
- L'ambassadeur Seydou Nourou Ba élu président de la Jeanne d’Arc, Agence de presse sénégalaise, 10 août 2012
- L’ambassadeur Seydou Nourou Ba à la tête de la Jeanne d’Arc : Un choix pour préserver l’unité de la « Vieille Dame », Le Soleil, 11 août 2012
- Menace terroriste en Afrique de l’ouest : Seydou Nourou Bâ plaide pour une 3e génération des organisations africaines, Seneweb, 29 janvier 2013
- Assemblée générale de la Jeanne d'Arc : Seydou Nourou Ba disqualifie Issa Lô et son équipe, Sud Quotidien via africatime.com, 17 janvier 2014